# Gonatocerus nasutus
Gonatocerus nasutus is een vliesvleugelig insect uit de familie Mymaridae. De wetenschappelijke naam is voor het eerst geldig gepubliceerd in 1939 door Ogloblin.